# Memorial Joaquim Serra
El Memorial Joaquim Serra de sardanes i música per a cobla és un concert de convocatòria anual instituït el 2000 per recordar la figura del músic i compositor Joaquim Serra i Corominas (1907-1957), promotor de la música popular catalana durant el franquisme. Reemplaça el Premi Joaquim Serra, que s'atorgà del 1958 al 1999.

## Història
El Memorial Joaquim Serra fou el continuador del Premi Joaquim Serra, que s'havia convocat setze vegades entre els anys 1958-1999, i que distingia sardanes i, en algunes convocatòries, música per a cobla. L'havia promogut l'Agrupació Cultural Folklòrica Barcelona, i a la nova iniciativa del Memorial s'hi afegiren com a patrocinadors i col·laboradors l'entitat Músics per la Cobla i l'Institut de Cultura de Barcelona. La forma de la commemoració és la celebració anual d'un gran concert de música per a cobla amb les cobles Mediterrània i Sant Jordi-Ciutat de Barcelona, en el decurs del qual s'estrenen una o dues peces de música per a cobla comissionades especialment pel Memorial. La selecció dels compositors convidats ha abastat autors d'importància reconeguda i els organitzadors han cercat preferentment autors de prestigi que no haguessin escrit per a cobla.

## Encàrrecs de composició per al Memorial
Any 2000
- La roda del temps, de Xavier Pagès, per a violoncel solista, enregistrada per la cobla Mediterrània i el violoncel·lista Nabí Cabestany en el DC Violoncel i cobla (Barcelona: PICAP, 2001 ref. 91.0185-02)
- Impromptu per a piano i cobla de Francesc Burrull, per a piano solista (enregistrat)

Any 2001
- Terra baixa d'Albert Guinovart, suite en tres temps, enregistrada en el CD Nydia, la nova música de cobla (Sant Just Desvern: TVC, 2002 ref. CD-1025-03)
- Suite del Montseny, d'Àlex Martínez i Casamada

Any 2002
- Variants de color de Joan Albert Amargós, esbós simfònic (enregistrat)
- Concert per a timbales i cobla de 22 de Santi Molas, per a 5 timbales solistes (enregistrat)

Any 2003
- Opus I de Carles Cases, per a marimba i percussions vàries
- Consolamentum de Manuel Oltra, per a tres cobles i percussió

Any 2004
- Suite traumàtica de Joan Josep Blay, suite en quatre temps per a cobla i saxo alt solista, enregistrada al DC Música de concert per a cobla per la Cobla Sant Jordi (Sant Just Desvern: TVC, 2007 ref. CD103303)
- De l'Atlàntic a la Mediterrània d'Eduard Iniesta, per a bouzouki i guitarra portuguesa solistes

Any 2005
- Acarona'm d'Alberto Garcia Demestres
- Temps enllà de Joan Elias, suite en tres temps, enregistrada al DC Música de concert per a cobla

Any 2006
- Castellsapera 940 de Josep Maria Serracant, poema per a dues cobles i percussió
- Trencant el gel de Josep Vila, suite en cinc temps

Any 2007
- A mesura que creix, d'Antoni-Olaf Sabater[1]

Any 2008
- Echu mingua, d'Esteve Molero, per a percussionista llatí solista i cobla
- Variacions per a cobla, de Peter Bacchus[1]

Any 2009
- Rhapsody for Cobla, de Kevin Kaska, amb dos percussionistes
- Symposium for Piano and Cobla, de Louis Stewart, per a piano solista i dos percussionistes
- El plor d'Àfrica, de Josep Padró, per a violí solista[1]

Any 2010
- Bartokiana, de Víctor Cordero, amb percussió (facultativa)
- Tots (sardana), de Jesús Ventura, per a dues cobles i percussió[1]

Any 2011
- Fanfare and fantasy for Catalonia, del compositor i saxofonista britànic Tim Garland
- Suite Mediterrània, del pianista i director català Francesc Rius[2]

Any 2012
- Cel i terra, obra lliure de Maurici Villavecchia[3]

Any 2013
- Veient Rosie a la finestra, de Joan Vives sobre textos de Salvador Espriu[4]

Any 2014
- Obra per a flabiol solista i cobla Fent equilibris, de Jordi Vilaprinyó[5]

Any 2015
- Oratge, de Pedro Pardo[6]

Any 2016
- Paies i gitanos, de Xavier Capellas[7]

Any 2017
- El pas del temps, divertiment per a tenora solista i cobla de Ramon Cardo

Any 2018
- Cobla de los alientos, obra lliure per a cobla de María Granillo (Mèxic, 1962)[8]

Any 2019
- Ametller d'hivern, suite en set temps de Martí Carreras[9]

Any 2020
- Vida, suite en dos temps, de Jesús Ventura i Barnet[10]

Any 2021
- Divertiment per a cobla, de Sergi Cuenca[11]

Any 2022
- El castell de Miravet, d'Elisenda Fàbregas

## Gravacions
- Memorial Joaquim Serra, enregistrament de les cobles Mediterrània i Sant Jordi-Ciutat de Barcelona en DC (Sabadell: PICAP, 2002 ref. 910269-02)